# Автохвилі
Автохвилі - хвилі, що самопідтримуються в активних середовищах, тобто середовищах із джерелами енергії. Початково термін застосовувся до всіх  видів автоколивань в системах із розподіленими параметрами, але згодом він в основному почав застосовуватись до процесів, де хвилею переноситься відносно мала частка енергії, необхідна для синхронізації або перемикання активного середовища. Найпростіша повсякденна модель автохвилі - ряд кісточок доміно, які послідовно падають, якщо штовхнути крайню (принцип доміно). Як і в звичайних автоколиваннях, характер руху, що встановився повністю визначається властивостями системи (з точністю до фази), і не залежить від початкових чи граничних умов. В найпростіших випадках автохвилі описуються нелінійним параболічним (дифузійним) рівнянням:
{\displaystyle {\frac {\partial u}{\partial t}}={\frac {1}{\tau }}f(u)+D\Delta u}
де {\displaystyle f(u)} — нелінійна функція, що характеризує, зокрема, локальні джерела енергії в середовищі  {\displaystyle \tau } — час релаксації, {\displaystyle D} — коефіцієнт дифузії. Значення {\displaystyle u}, що перетворюють {\displaystyle f(u)} в 0 відповідають рівноважним станам (стійким або нестійким). Якщо їх в системі декілька, то можливе поширення автохвиль перемикання одних станів у інші. Швидкість таких хвиль має порядок {\displaystyle {\frac {D}{\sqrt {\tau }}}} а тривалість - порядок {\displaystyle \tau }.

## Приклади
Уявіть собі, що Ви стали на полі і підпалили траву. Поки температура нижча від порогового значення, трава не загоряється. При досягненні температури запалення трава починає горіти, виділяючи при цьому дим. Якщо диму багато, то процес горіння сповільнюється, а на деяких ділянках припиняється взагалі. Коли дим розсіюється, трава знову набуває здатність запалюватися. У результаті утворюється фронт вогню, який біжить  полем. При цьому говорять, що виникла автохвиля, - один із результатів самоорганізації в термодинамічно активних нерівноважних системах. Цей хвильовий процес, що підримує сам себе,  існує в нелінійних середовищах з розподіленими джерелами енергії. Період, довжина хвилі, швидкість розповсюдження, амплітуда та інші характеристики автохвилі визначаються виключно локальними властивостями середовища.
Крім руху фронту горіння до автохвильових процесів належать коливальні хімічні реакції в активних середовищах (реакція Бєлоусова-Жаботинського), поширення імпульсу збудження в нервовому волокні, хвилі хімічної сигналізації в колоніях деяких мікроорганізмів, автохвилі в сегнетоелектричних і напівпровідникових плівках, популяційні автохвилі, поширення епідемій та генів, і деякі інші явища. 
Розглянемо двовимірне активне середовище, що складається з елементів, кожен з яких може перебувати в трьох різних станах: спокої, порушення і рефрактерності. При відсутності зовнішнього впливу елемент перебуває в стані спокою. У результаті впливу, коли концентрація активатора досягне порогового значення, елемент переходить у збуджений стан, здобуваючи здатність порушувати сусідні елементи. Через деякий час після порушення елемент перемикається в стан рефрактерності, перебуваючи в якому він не може бути порушений. Потім елемент сам повертається в початковий стан спокою, знову здобуваючи здатність переходити в збуджений стан. 
Для комп'ютерного моделювання автохвиль використовують узагальнену модель Вінера-Розенблютом. 
Автохвилі часто розглядаються в хімічних і біологічних системах. Прикладом хімічної реакції, що створює автохвилю, є реакція Бєлоусова-Жаботинського.